# Cindro
Cindro (Cindre, Cindri, de Cindris, Cindrić), splitska patricijska obitelj, podrijetlom iz Poljica čiji su članovi obavljali različite službe u Splitu te sudjelovali u javnom životu grada. Obitelj je stanovala u gradskoj četvrti sv. Martina, u sjevernom dijelu Dioklecijanove palače. Splitskoj lozi obitelji potvrđeno je austrijsko plemstvo 1822. godine.

## Povijest
U dokumentima se spominje od 13. stoljeća kada su navedeni u popisu plemstva koje je kralj Bela IV. zatekao u Poljicima. Članovi obitelji obnašali su istaknute gradske službe, tijekom 15. i 16. stoljeća birani su više puta za poljičke knezove.
Rodonačenik obitelji je Ivan Cindrov (lat. Joannes Cindri) koji se javlja u dokumentima u razdoblju 1240. – 1267. i 1270. kao jedan od splitskih plemića koji sklapaju prijateljstvo s gradom Piranom. Ivanov sin je Nikola Ivana Cindrova koji se u izvorima spominje kao svjedok 1287. te sudac 1299. i 1314. Njegov sin Lovro Nikolin bio je vrlo aktivan član Velikog vijeća koji se posljednji put spominje 1354. kada je izabran za poslanika splitske komune hrvatskom banu.
Godine 1398. članovi obitelji Cindro nalaze se među plemićima koji su zbog pobune splitskih pučana pronašli utočište u susjednom Trogiru. Lovrin unuk Nikola poginuo je 1400. godine u tim sukobima boreći se, na strani izbjeglica protiv "unutrašnjih Splićana".
Za vrijeme turske opasnosti, poljički knez Agostin Cindro spalio je 1503. mostove na Cetini i tako obranio Poljica od Turaka. Godine 1596. istaknuo se protuturski ratnik Nikola († 1596.) prilikom preotimanja Klisa od Turaka. U toj akciji, koju je poveo zajedno s drugim splitskim plemićem, Ivanom Albertijem, privremeno je oslobođen Klis, no pohvat je uskoro propao, zbog potivljena Venecije. Njegov je brat Petar, proučavatelj starina i filolog, suradnik Ivana Lučića na sakupljanju građe iz povijesti Dalmacije.
U 19. stoljeću obitelj je dala više gradskih načelnika (Jakov i Josip), a pojedini članovi obitelji bili su na suprotstavljenim stranama za vrijeme narodnog preporoda u Dalmaciji.

### Znamenite zgrade
Obitelj Cindro imala je još u 2. polovici 16. stoljeća u posjedu zemlju na području Strožanca, koju je dobio conte Jeronim Cindro za zasluge u Kandijskom ratu. Ubrzo posjed prelazi u vlast Turaka, da bi ga Mletačka Republika vratila obitelji Cindro 1699. godine. U 18. stoljeću, obitelj Cindro izgradila je, uz postojeći kaštel, veću kuću ladanjskog kompleksa i prostor zaokružila fortifikacijskim zidinama.
Početkom 19. stoljeća ljetnikovac je zapaljen za vrijeme sukoba Poljičana i francuske vojske, a 1884. godine je obnovljen. Poslije Drugog svjetskog rata, ljetnikovac je konfisciran te je registriran kao kulturno dobro. Godine 1979. nasljedstvom, otkupom i darovanjem, Nikola Cindro postao je vlasnik čitava kompleksa kuća i parka. Godine 1999. počela je restauracija koja je dovršena nakon dvije godine.